# The Bible Game
The Bible Game est un jeu vidéo d'action et de quiz développé par Mass Media et édité par Crave Entertainment, sorti en 2005 sur PlayStation 2, Xbox et Game Boy Advance.
Le jeu propose différentes questions sur l'Ancien Testament.

## Accueil
- IGN : 6,5/10 (PS2/XB)[1] - 3,5/10 (GBA)[2]